# The Way of the Eskimo
The Way of the Eskimo è un cortometraggio muto del 1911 diretto da William V. Mong.

## Produzione
Il film fu prodotto dalla Selig Polyscope Company

## Distribuzione
Distribuito dalla General Film Company, il film - un cortometraggio in una bobina - uscì nelle sale cinematografiche statunitensi il 17 maggio 1911.